# Rezerwat przyrody Bodzewko
Rezerwat przyrody Bodzewko – leśny rezerwat przyrody położony w gminie Piaski, powiecie gostyńskim (województwo wielkopolskie).
Powierzchnia: 1,31 ha (akt powołujący podawał 1,10 ha).
Został utworzony w 1959 roku w celu ochrony lipy drobnolistnej (Tilia cordata) w naturalnym stanowisku.

## Podstawa prawna
- Zarządzenie Ministra Leśnictwa i Przemysłu Drzewnego z dnia 19 września 1959 r. w sprawie uznania za rezerwat przyrody (M. P. z 1959 r. Nr 89 poz. 480)
- Obwieszczenie Woj. Wielkopolskiego z dnia 4 października 2001 r. w sprawie ogłoszenia wykazu rezerwatów przyrody utworzonych do dnia 31 grudnia 1998 r. (Dz. Urz. Woj. Wielkopolskiego Nr 123 poz. 2401)
- Rozporządzenie Woj. Wlkp. Nr 216/06 z dnia 29 listopada 2006 r. w sprawie ustanowienia planu ochrony dla rezerwatu przyrody „Bodzewko” (Dz. Urz. Woj. Wielkopolskiego Nr 198 poz. 4695)
- Zarządzenie Nr 15/11 Regionalnego Dyrektora Ochrony Środowiska w Poznaniu z dnia 12 kwietnia 2011 r. w sprawie rezerwatu przyrody „Bodzewko” (Dz. Urz. Woj. Wielkopolskiego Nr 162 poz. 2646). Zmienione przez: Zarządzenie Regionalnego Dyrektora Ochrony Środowiska w Poznaniu z dnia 8 września 2017 r. zmieniające zarządzenie w sprawie rezerwatu przyrody „Bodzewko” (Dz. Urz. Woj. Wielkopolskiego poz. 6048)